# 角箱鲀
长角牛鱼，又称角箱鲀，是箱鲀科角箱鲀属的一种，其突出于头部前部的长角很像牛或公牛，因而得名。它们生活在印度太平洋地区，可以长到50厘米（20英寸）长。
成鱼是暗礁鱼，通常是独居的和有领地的，生活在50米（160英尺）深的沙子或碎石底部。它们是杂食性的，以底栖藻类、各种微生物和有孔虫为食，它们是从沉积物、海绵、沙地的多毛虫、软体动物、小型甲壳动物和小鱼中分离出来的，能够通过向沙质基质中喷射水以底栖无脊椎动物为食。长角牛鱼是破坏珊瑚礁的无脊椎动物的捕食者，它们保护着自己生活的珊瑚礁。出于同样的原因，它们在珊瑚礁的生长和创造中也很重要。根据IUCN，长角牛鱼被归类为“無危”。虽然这最终可能会受到水族馆贸易的影响，但目前没有任何担忧。

## 栖息地
角箱魨的主要栖息地是泻湖、礁滩、河口、海湾和受保护的近海珊瑚礁中的珊瑚礁。 幼鱼与顶孢珊瑚有关。深度范围为 3.3–148英尺（1–45米，可能高达100米）。

### 范围
從红海和东非向东穿过印度尼西亚到马克萨斯，向北到日本南部。包括土库曼斯坦，韩国南部，北至日本南部琉球群岛，南至澳大利亚和豪勋爵岛，以及大西洋中的非洲南部。热带和亚热带水域。在印度发现的标本是最近几年的新发展，据推测，据推测是飓风或台风将角箱鲀带到了一个新的环境。  

## 生理
由於角箱魨没有已知的性别二型性，因此雄性和雌性都表现出黄色到橄榄色的基色，上面有白色或蓝色的斑点。在日落之前或之后配对求爱。卵和鱼鳞浮游生物是远洋生物。雌性通常比雄性大。雄性长到65-155毫米，平均103毫米，雌性长到83-250毫米，平均121毫米。雌性角箱鲀也比雄性重，体重范围为17-156克，平均33克，而雄性的体重范围为12-116克，平均26克。 

它們与其他鱼的一个区别是它們缺少鳃盖，用小狭缝或孔代替。这些鱼的六角形板状鳞片融合在一起形成一个坚实的三角形盒状甲壳，鳍和尾巴从中突出。它们的角后面有一双大眼睛。  它们紧靠着角后面有大眼睛。它们独特的游泳方法，称为梨状游泳，让它们看起来好像在徘徊。他们没有骨盆骨骼，所以它们没有骨盆鳍。长角箱魨的尾鳍可以与其身体相同的长度，因为它依靠鳍来移动。 它们游泳速度很慢，容易被手抓住，捕获时会发出咕噜咕噜的声音。牛鱼还能够使用连接到鱼鳔的肌肉发出两种声音，嗡嗡声和咔哒声。 这种箱魨是水族贸易中最著名的箱魨品种。

### 防御
如果受到严重压力，角箱魨可能会在其皮肤的粘液分泌物中散发出致命的毒素, 箱鲀毒素，这是一种鱼类毒性、溶血性、热稳定性、非透析性、非蛋白质毒物。它在已知的鱼毒中显然是独一无二的；它对箱鲀有毒，在一般特性上与海参毒素相似。

长角箱魨的角可能已经进化，使得捕食者更难以吞咽。箱鱼的角可以通过向捕食者冲锋来抵御捕食者。 如果受损，这些角会在几个月内重新长出。 这些角大部分是空心的，由矿化的胶原纤维组成。 坚硬的装甲外骨骼和有毒分泌物的使用都是抵御捕食者的坚实防御。也有蛋食肉动物，如隆頭餘科(labrids)和雀鯛科(pomacentridae)。该家族中较大的物种能够抵御卵捕食者，但长角牛鱼在靠近基质的地方产卵，以便将自己和卵子隐藏在捕食者身上。 

### 繁殖与发展
每一隻雄性角箱魨擁有3至4隻雌性為伴侶。雌性在日落后不久产卵，或在有大量云层覆盖的白天产卵。产卵季节从 2 月持续到 10 月初。  角箱魨家族成员的卵孵化成幼體。成體與这些幼體是截然不同的，因为它们具有长角牛鱼身上的箱形甲壳。 

### 相關的傳說
在 Pamban 岛上，当地人认为，当土地分离时，岛上的奶牛会变形为角箱魨并以海藻为食。 